# Astrid Kumbernuss
Astrid Kumbernuss, née le 5 février 1970 à Grevesmühlen (Mecklembourg-Poméranie-Occidentale), est une athlète allemande, lanceuse du poids et du disque. Elle connut ses meilleurs résultats avec le lancer du poids. 
Jusqu'en 1990, elle a représenté la République démocratique allemande. Ses plus grands succès furent ses titres mondiaux en 1995, 1997 et 1999 ainsi que le titre olympique en 1996 à Atlanta. Au milieu des années 1990, elle est invaincue à 53 reprises en compétition.
Elle est élue personnalité sportive allemande de l'année en 1997.
Elle a arrêté sa carrière sportive en 2005.
Astrid Kumbernuss a deux enfants, Philip né en 1998 et Hannah Marie, née en 2011.

## Palmarès

### Jeux olympiques
- Jeux olympiques d'été de 1996 à Atlanta ( États-Unis)
  -  Médaille d'or au lancer du poids
- Jeux olympiques d'été de 2000 à Sydney ( Australie)
  -  Médaille de bronze au lancer du poids

### Championnats du monde d'athlétisme
- Championnats du monde d'athlétisme de 1993 à Stuttgart ( Allemagne)
  - 6e au lancer du poids
- Championnats du monde d'athlétisme de 1995 à Göteborg ( Suède)
  -  Médaille d'or au lancer du poids
- Championnats du monde d'athlétisme de 1997 à Athènes ( Grèce)
  -  Médaille d'or au lancer du poids
- Championnats du monde d'athlétisme de 1999 à Séville ( Espagne)
  -  Médaille d'or au lancer du poids

### Championnats du monde d'athlétisme en salle
- Championnats du monde d'athlétisme en salle de 1997 à Paris ( France)
  -  Médaille d'argent au lancer du poids
- Championnats du monde d'athlétisme en salle de 2001 à Lisbonne ( Royaume-Uni)
  - 6e au lancer du poids
- Championnats du monde d'athlétisme en salle de 2003 à Birmingham ( Royaume-Uni)
  -  Médaille de bronze au lancer du poids

### Championnats d'Europe d'athlétisme
- Championnats d'Europe d'athlétisme de 1990 à Split ( Yougoslavie)
  -  Médaille d'or au lancer du poids
- Championnats d'Europe d'athlétisme de 1994 à Helsinki ( Finlande)
  -  Médaille d'argent au lancer du poids
- Championnats d'Europe d'athlétisme de 2002 à Munich ( Allemagne)
  - 4e au lancer du poids

### Championnats d'Europe d'athlétisme en salle
- Championnats d'Europe d'athlétisme en salle de 1992 à Gênes ( Italie)
  -  Médaille de bronze au lancer du poids
- Championnats d'Europe d'athlétisme en salle de 1994 à Paris ( France)
  -  Médaille d'or au lancer du poids
- Championnats d'Europe d'athlétisme en salle de 1996 à Stockholm ( Suède)
  -  Médaille d'or au lancer du poids
- Championnats d'Europe d'athlétisme en salle de 2000 à Gand ( Belgique)
  -  Médaille de bronze au lancer du poids

## Records
| Épreuve          | Épreuve   | Performance | Lieu         | Date            |
| ---------------- | --------- | ----------- | ------------ | --------------- |
| Lancer du poids  | Plein air | 21.22m      | Göteborg     | 5 août 1995     |
| Lancer du poids  | Plein air | 21.22m      | Hambourg     | 23 juillet 1997 |
| Lancer du poids  | En salle  | 20.30m      | Bad Segeberg | 2 mars 1996     |
| Lancer du disque | Plein air | 66.60m      | Berlin       | 20 juillet 1988 |